# Vinton megye
Vinton megye az Amerikai Egyesült Államokban, azon belül Ohio államban található. Megyeszékhelye és legnagyobb városa McArthur. Lakosainak száma 12 800 fő (2020. április 1.). Vinton megye Hocking, Athens, Meigs, Gallia, Jackson és Ross megyékkel határos.

## Népesség
A megye népességének változása:
| Lakosok száma | 13 419 | 13 407 | 13 251 | 13 276 | 13 048 | 12 800 |
|               | 2010   | 2011   | 2012   | 2013   | 2015   | 2020   |